# Villemeux-sur-Eure
Villemeux-sur-Eure település Franciaországban, Eure-et-Loir megyében. Lakosainak száma 1808 fő (2022. január 1.). Villemeux-sur-Eure Le Boullay-Mivoye, Le Boullay-Thierry, Charpont, Chaudon, Croisilles, Ormoy és Ouerre községekkel határos.

## Népesség
A település népessége az elmúlt években az alábbi módon változott:
| Lakosok száma | 954  | 1119 | 1262 | 1596 | 1620 | 1614 | 1641 | 1688 | 1692 | 1808 |
|               | 1968 | 1982 | 1990 | 2006 | 2013 | 2015 | 2017 | 2019 | 2020 | 2022 |